# Umbra krameri
The European mudminnow (Umbra krameri) là một loài cá thuộc họ Umbridae. Nó được tìm thấy ở Áo, Bosna và Hercegovina, Croatia, Cộng hòa Séc, Hungary, Moldova, România, Serbia, Montenegro, Slovakia, Slovenia, và Ukraina.

## Hình ảnh

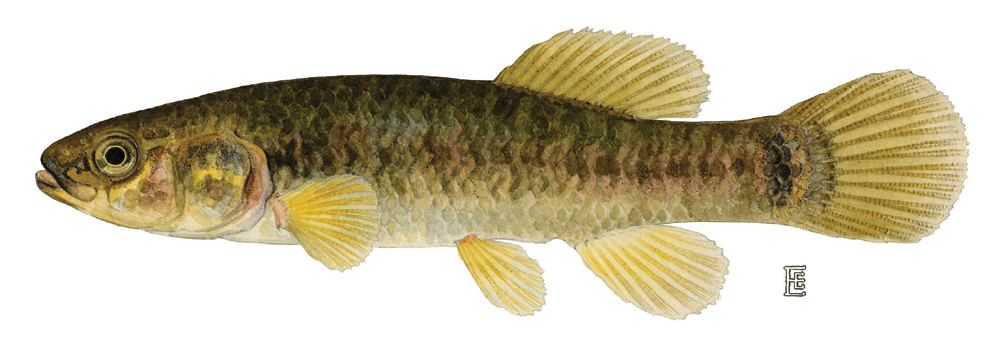
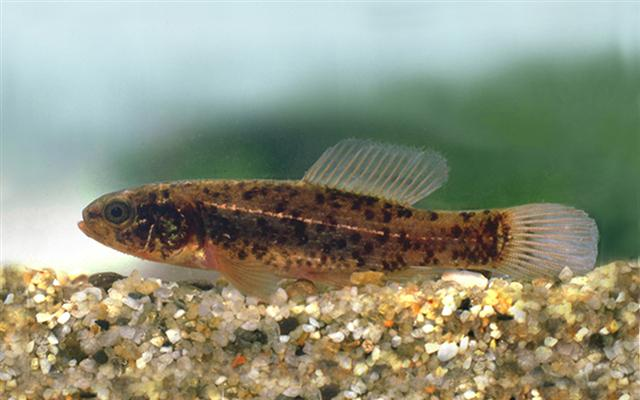